# Fundulidae
Fundulidae é uma família de peixes actinopterígeos pertencentes à ordem Cyprinodontiformes.